# Disclosure in Red
Disclosure in Red è il primo album della band Trail of Tears.

## Tracce
1. When Silence Cries... - 5:10
2. The Daughters of Innocence - 3:54
3. The Day We Drowned - 4:40
4. Mournful Pigeon - 5:00
5. Swallowed Tears - 4:40
6. Illusion? - 3:26
7. Enigma of the Absolute - 4:05
8. Words of the Fly - 2:59
9. Temptress - 5:19
10. The Burden (bonus) - 8:05
11. Once a Paradise - 4:34*
12. Orroro - 1:56*

* Bonus track versione giapponese

## Formazione
- Ronny Thorsen - voce
- Helena I. Michaelsen - voce
- Runar Hansen - chitarre
- Terje Heiseldal - chitarre
- Kjell Rune Hagen - basso
- Frank Roald Hagen - sintetizzatore
- Jonathan Perez - batteria